# Christopher Daniel Barnes
Christopher Daniel Barnes (Portland, 7 novembre 1972) è un attore e doppiatore statunitense.
È soprannominato C.B. Barnes.

## Filmografia parziale

### Attore

#### Cinema
- American Dreamer, regia di Rick Rosenthal (1984)
- La Famiglia Brady (1995)
- Il ritorno della famiglia Brady (1996)
- Shut Up and Kiss Me! (2004)

#### Televisione
- Picking Up the Pieces (film TV, 1985)
- ABC Weekend Specials (1985) - Serie TV
- Starman (1986-1987, 22 episodi) - Serie TV
- Day by Day (1988-1989, 33 episodi) - Serie TV
- ABC Afterchool Specials (1989-1990, 2 episodi) - Serie TV
- Disneyland (1990, 1 episodio) - Serie TV
- Just Perfect (film TV, 1990)
- Cuori senza età (1990, 1 episodio) - Serie TV
- Il mio amico Frank (film TV, 1991)
- Senza motivo apparente (film TV, 1992)
- Ma che ti passa per la testa? (1992, 1 episodio) - Serie TV
- Blossom (1992-1995, 3 episodi) - Serie TV
- Time Trax (1993, 1 episodio) - Serie TV
- A Pig's Tale (1994) - cortometraggio
- Il cane di papà (1994, 1 episodio) - Serie TV
- CBS Schoolbreak Special (1995, 1 episodio) - Serie TV
- Tutta colpa di papà (film TV, 1995)
- Wings (1995, 1 episodio) - Serie TV
- Haunted Lives: True Ghost Stories (1995) - Miniserie TV/documentario
- Clueless (1996, 1 episodio) - Serie TV
- Beverly Hills, 90210 (1998, 4 episodio) - Serie TV
- Malcolm & Eddie (1998-2000, 43 episodi) - Serie TV
- JAG - Avvocati in divisa (2000, 1 episodio) - Serie TV
- Settimo cielo (2000, 2 episodi) - Serie TV
- Girlfriends (2001, 1 episodio) - Serie TV
- Il tocco di un angelo (2001, 1 episodio) - Serie TV

### Doppiatore
- La sirenetta (The Little Mermaid), regia di Ron Clements e John Musker (1989)
- Capitan Planet e i Planeteers, serie TV, 1 episodio (1990)
- Police Quest III: The Kindred, videogioco (1991)
- Disney's Ariel the Little Mermaid, videogioco (1992)
- Spider-Man - L'Uomo Ragno (Spider-Man) - serie TV, 65 episodi (1994-1998) - Peter Parker/l'Uomo Ragno
- Cenerentola II - Quando i sogni diventano realtà (Cinderella II: Dreams Come True), regia di John Kafka (2001)

## Doppiatori italiani
- Stefano Onofri in Spider-Man - L'Uomo Ragno
- Vittorio De Angelis in La sirenetta
- Francesco Bulckaen in Cenerentola II - Quando i sogni diventano realtà